# Homme de fer (sport)
Pour les articles homonymes, voir Homme de fer, Ironman et Iron Man.
En sport, un homme de fer,, (en anglais : Iron Man ou Ironman) est une épithète qui désigne un sportif ayant fait preuve d'une durabilité ou d'une endurance remarquable sur une longue période. Celles-ci sont souvent mesurées, par exemple, par une série de matchs joués consécutivement. Quelques hommes de fer célèbres sont Cal Ripken au baseball, Phil Kessel au hockey sur glace et A. C. Green au basket-ball.

## Exemples d'hommes de fer
Quelques sportifs considérés « hommes de fer » et leur séquence record.
| Sport  | Record                      | Séquence | Années    | Recordman       | Recordman depuis | Ancien recordman               | Actuel poursuivant                      |
| ------ | --------------------------- | -------- | --------- | --------------- | ---------------- | ------------------------------ | --------------------------------------- |
| MLB    | Matchs consécutifs          | 2 632    | 1982-1998 | Cal Ripken, Jr. | 1995             | Lou Gehrig (2 130 matchs)      | Hunter Pence (383 au 28 septembre 2014) |
| MLB    | Manches consécutives jouées | 8 264    | 1982-1987 | Cal Ripken, Jr. | 1985             | George Pinkney (5 152 manches) |                                         |
| LNH    | Matchs consécutifs          | 1064     | 2009-2023 | Phil Kessel     | 2022             | Keith Yandle (989 matchs)      | Brent Burns (772 au 2 novembre 2023)    |
| NBA    | Matchs consécutifs          | 1 192    | 1986-2001 | A. C. Green     | 1997             | Randy Smith (906 matchs)       | DeAndre Jordan (300 au 1er mars 2015)   |
| NFL    | Matchs consécutifs          | 352      | 1988-2009 | Jeff Feagles    | 2005             | Jim Marshall (282 matchs)      | Shane Lechler (206 au 28 décembre 2014) |
| NFL    | Départs consécutifs         | 297      | 1992-2010 | Brett Favre     | 2009             | Jim Marshall (270 départs)     | Eli Manning (167 au 28 décembre 2014)   |
| NFL    | Départs pour un quarterback | 297      | 1992-2010 | Brett Favre     | 2009             | Ron Jaworski (116 départs)     | Eli Manning (167 au 28 décembre 2014)   |
| NASCAR | Courses consécutives        | 788      | 1981-2005 | Ricky Rudd      | 2002             | Terry Labonte (655 courses)    | Jeff Gordon (762 au 22 février 2015)    |

## Exemples

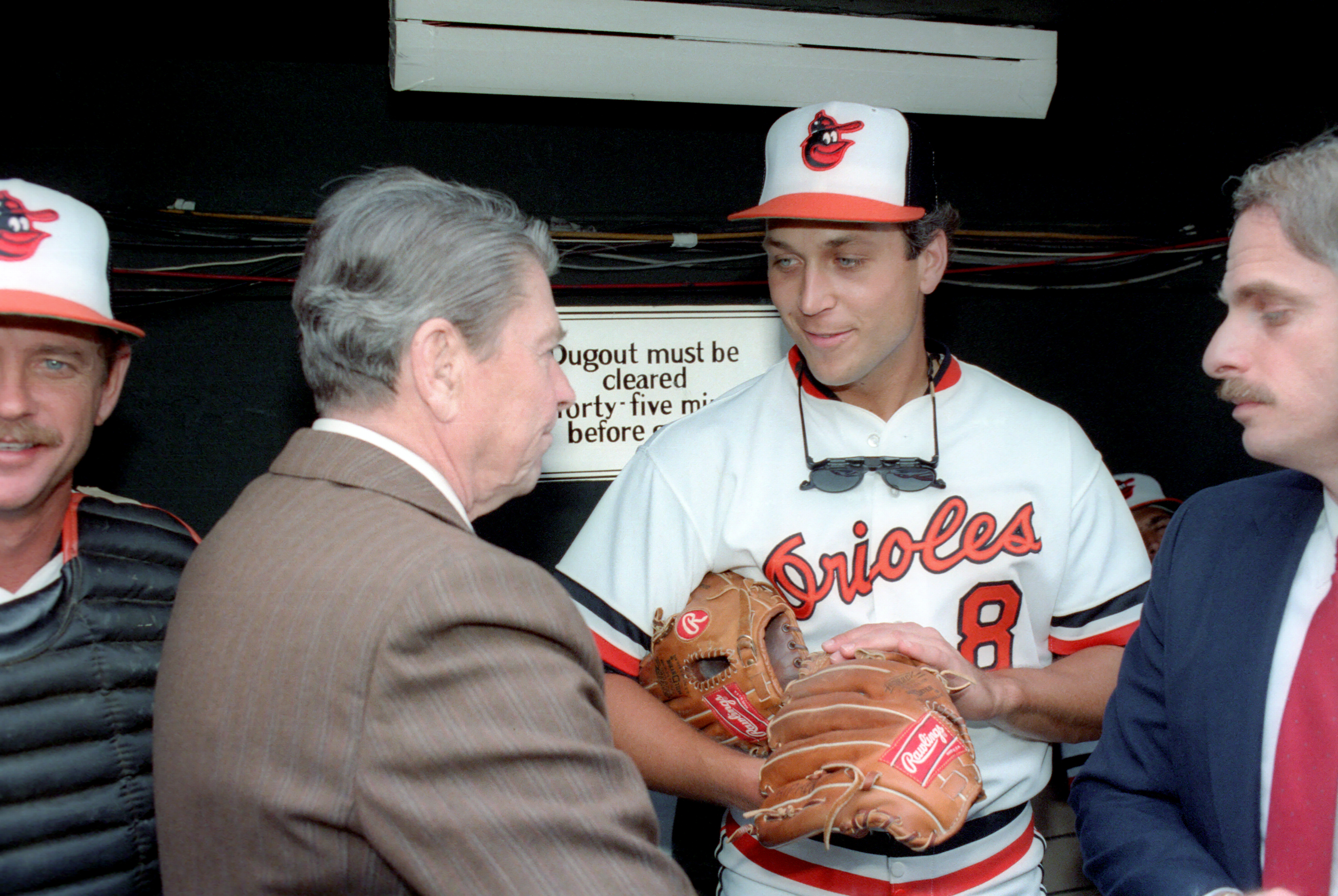
Cal Ripken, Jr.
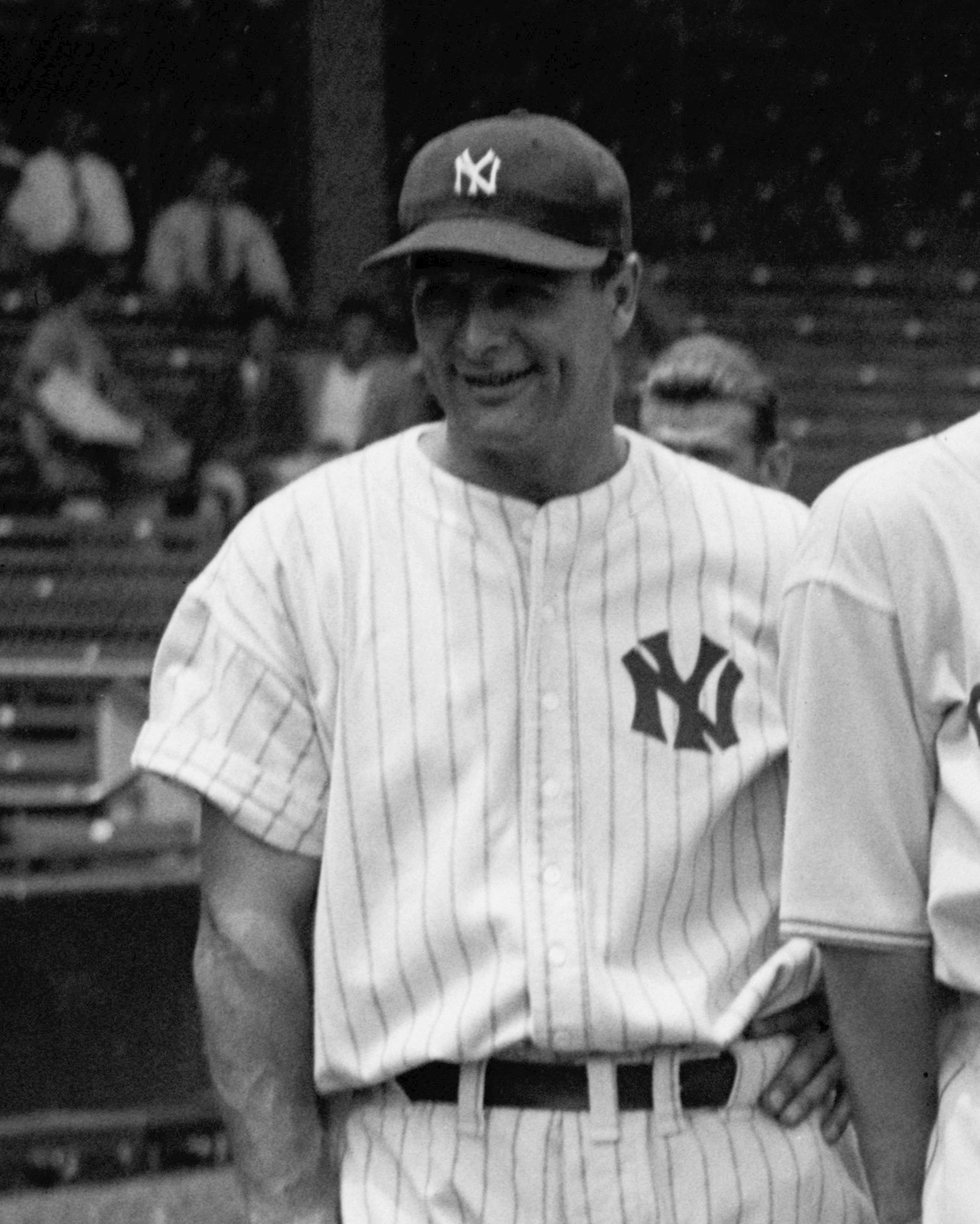
Lou Gehrig
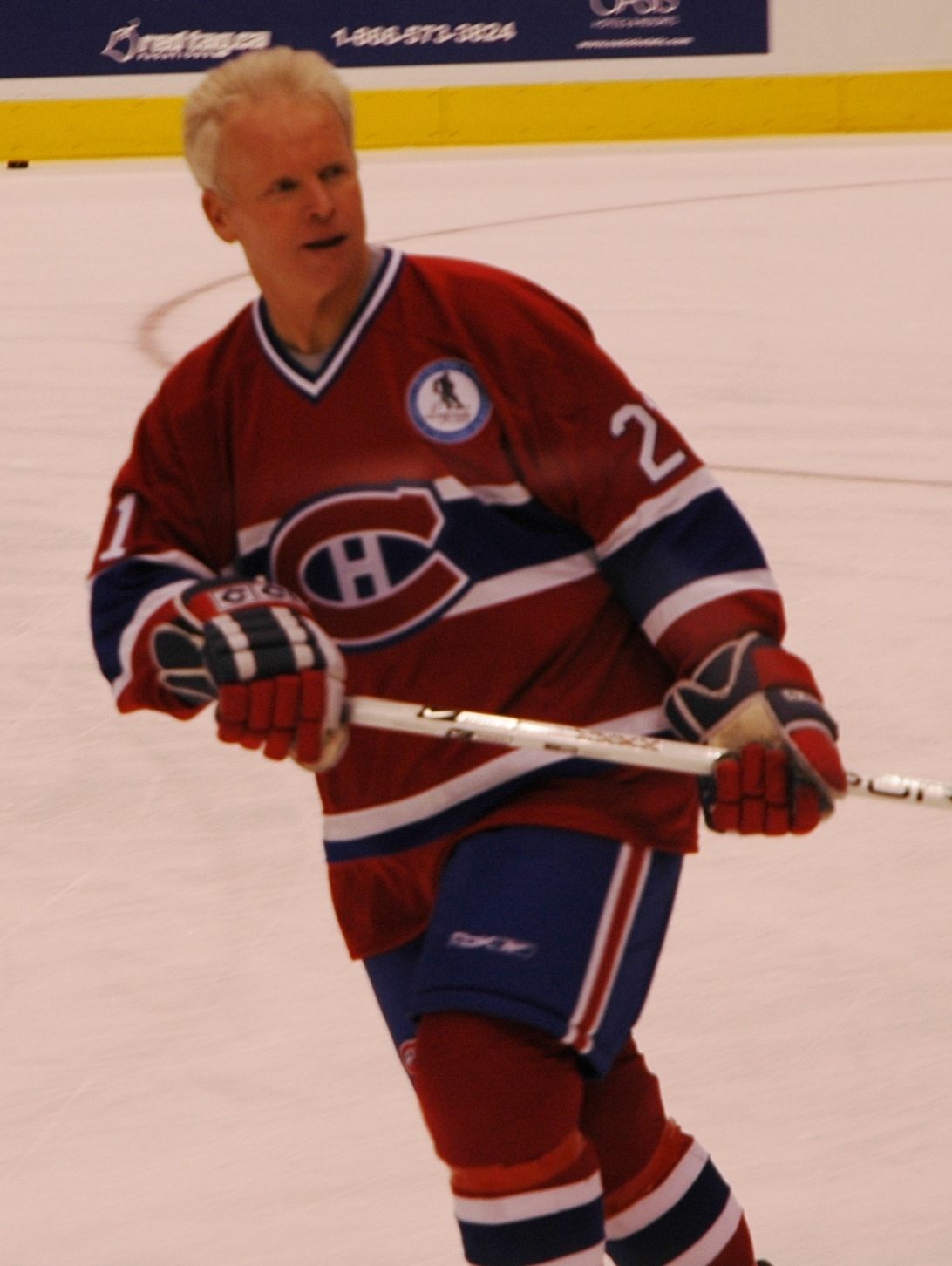
Doug Jarvis
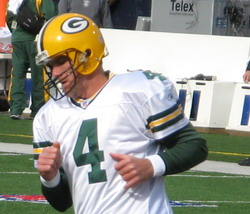
Brett Favre
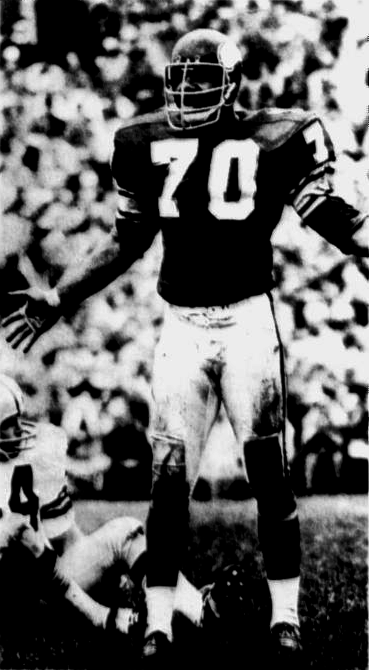
Jim Marshall
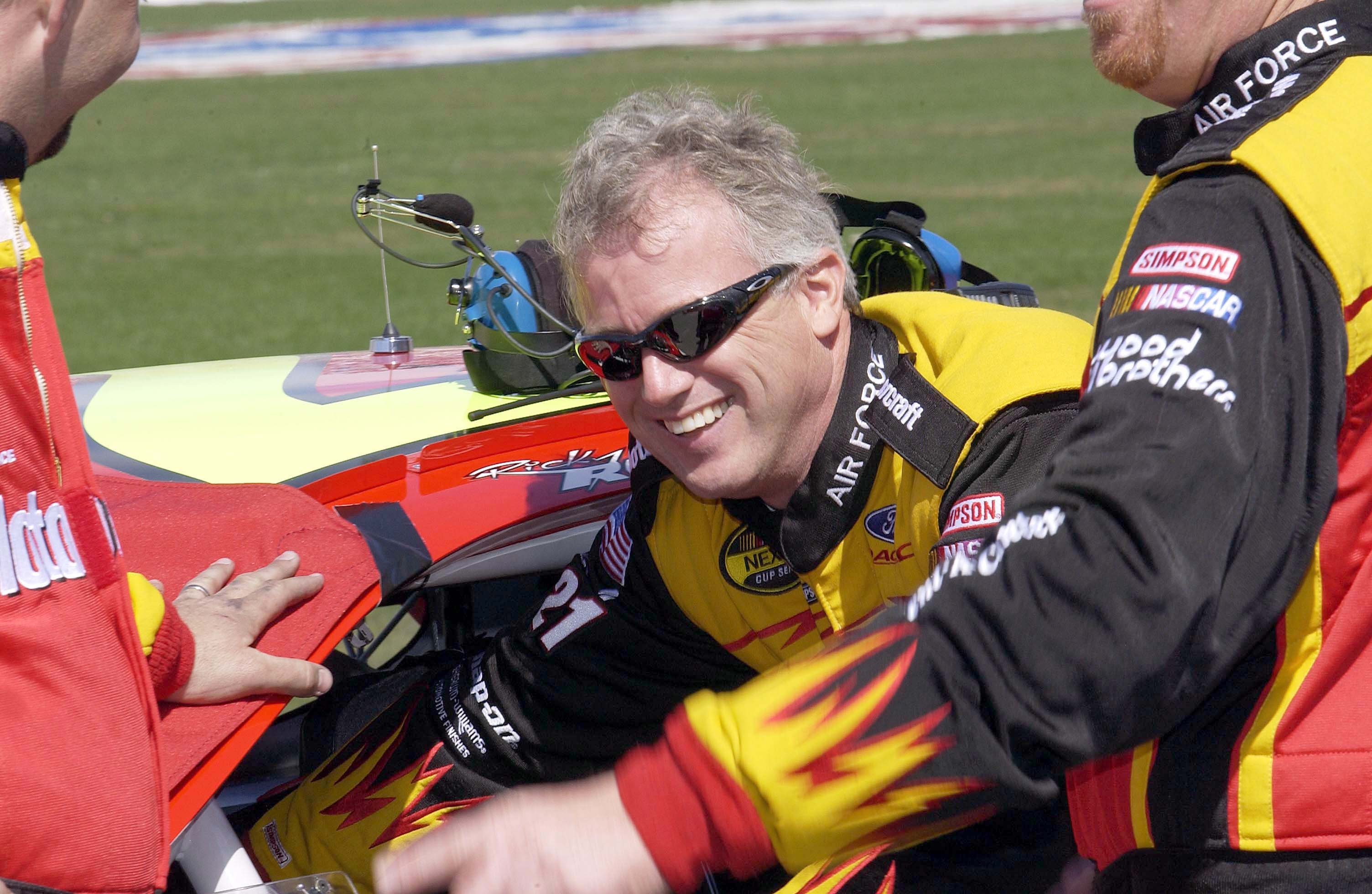
Ricky Rudd